# Polyrhiza vesiculosa
Polyrhiza vesiculosa är en manetart som först beskrevs av Ehrenberg 1835.  Polyrhiza vesiculosa ingår i släktet Polyrhiza och familjen Cepheidae. Inga underarter finns listade i Catalogue of Life.